# Villemotier
Villemotier è un comune francese di 641 abitanti situato nel dipartimento dell'Ain della regione dell'Alvernia-Rodano-Alpi.

## Geografia del luogo
Il fiume Solnan forma parte dei confini orientali e occidentali, scorre infatti verso sud nella parte orientale e verso nord in quella occidentale.

## Società

### Evoluzione demografica
Abitanti censiti